# فرودگاه ماونت ورنن
فرودگاه ماونت ورنن (به انگلیسی: Mount Vernon Airport) یک فرودگاه همگانی با کد یاتا MVN است که یک باند فرود آسفالت دارد و طول باند آن ۱۹۸۱ متر است. این فرودگاه در کشور ایالات متحده آمریکا قرار دارد و در ارتفاع ۱۴۶٫۳ متری از سطح دریا واقع شده‌است.